# Campyloneurus liogaster
Campyloneurus liogaster är en stekelart som beskrevs av Szepligeti 1914. Campyloneurus liogaster ingår i släktet Campyloneurus och familjen bracksteklar. Inga underarter finns listade.